# Белолапотков, Дмитрий Алексеевич
Дмитрий Алексеевич Белолапотков (1918—1987) — советский хозяйственный, государственный и политический деятель, Герой Социалистического Труда.

## Биография
Родился в 1918 году в селе Коровка. Член КПСС.
Участник Великой Отечественной войны в составе 314-го гвардейского истребительно-противотанкового артиллерийского полка 6-й гвардейской оиптабр РГК. С 1947 года — на хозяйственной, общественной и политической работе. В 1947—1978 годах — машинист экскаватора Головковского разреза комбината «Александрияуголь» Министерства угольной промышленности Украинской ССР.
Указом Президиума Верховного Совета СССР от 30 марта 1971 года присвоено звание Героя Социалистического Труда с вручением ордена Ленина и золотой медали «Серп и Молот».
Делегат XXIV съезда КПСС.
Умер в посёлке Димитрово Александрийского района Кировоградской области в 1987 году.